# Eduard von Regel
Eduard August von Regel  (Gota, 13 de agosto de 1815 – São Petersburgo, 27 de abril de 1892) foi um jardineiro e botânico alemão.
Aprendeu horticultura na cidade de Gota e completou sua formação no jardim botânico de  Göttingen.
Trabalhou em Bonn e em Berlim antes de ser nomeado jardineiro chefe em Zurique.
Em 1855, se instala em São Petersburgo como botânico, e a partir de 1875, como diretor do jardim botãnico imperial.
Regel se consagrou principalmente no estudo e melhoramento de árvores frutíferas russas Criou um jardim de  Malus em 1863 com seus próprios materiais.
Seu filho Johann Albert von Regel foi botânico e médico.

## Homenagens
Em 1843, J.C.Schauer nomeou o gênero Regelia , da família Myrtaceae, em sua honra. O gênero Neoregelia L.B.Sm. também foi nomeado em sua homenagem . Em 1854 Planchon nomeou a espécie  Cestrum regeli também como reconhecimento.

## Obras
- Allgemeines Gartenbuch (dos volúmenes, Zürich, 1855 y 1868)
- Monographia Betulacearum ..., 1861
- Tentamen florae ussuriensis, 1861
- Alliorum adhuc cognitorum monographia, 1875